# La Cala

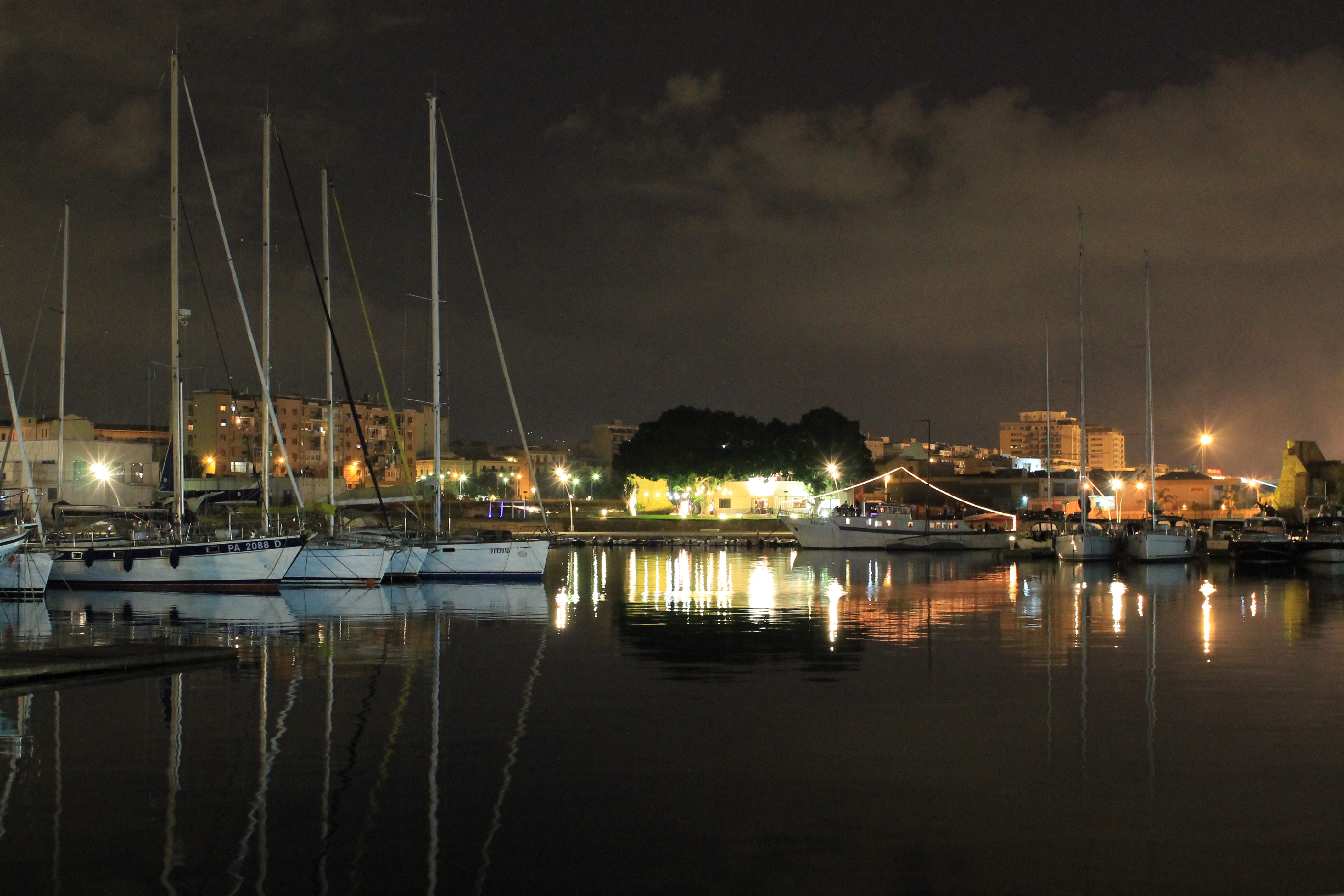
La Cala bei Nacht.

La Cala ist der älteste Teil des Hafens von Palermo. Durch zwei gegenläufig gerichtete und sich überlappende Molen ist er mit dem neueren Teil des Hafens verbunden und sehr gut gegen Seegang geschützt. Er dient heute ausschließlich als Jachthafen, der Zollverwaltung und dem Hafenmeister.

## Geschichte

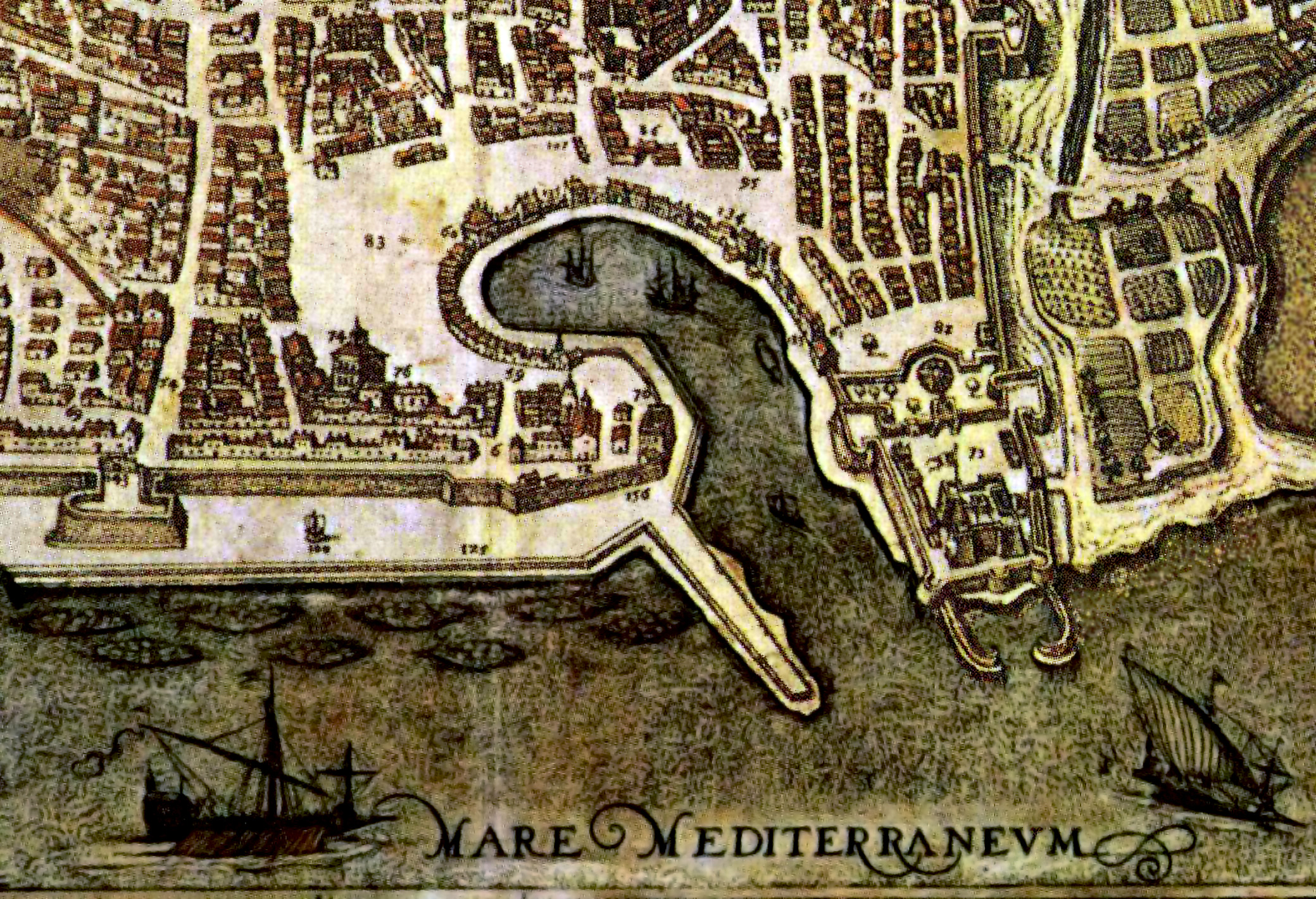
Historische Karte von Hafen und Burg von 1581.

Die Lage des heutigen Hafens von Palermo resultiert von der natürlichen Gegebenheit der Küstenlinie, die hier von altersher diese Bucht bildet. Schon seit dem 8. Jahrhundert vor Chr. ist die Benutzung als Hafen durch die Phönizier belegt. Bis in die zweite Hälfte des 19. Jahrhunderts und bis zum letztmaligen Ausbau des Corso Vittorio Emanuele konnte man noch die beiden Bäche Kemonia und Papireto oberirdisch sehen, die hier ins Mittelmeer mündeten. Seit dem 16. Jahrhundert verlagerte sich der Güterumschlag mehr und mehr in den nördlich angrenzenden Neuen Hafen.
Bereits in der Renaissance war die Gegend verrufen. Nicht umsonst wurden die ihn umgebenden Palazzi mit ihren Balkonen in die entgegengesetzte Richtung und nicht gegen das Meer gerichtet. Zunehmende Urbanisierung nach Eintreten seiner Bedeutungslosigkeit als Handelszentrum weckten im Laufe der Geschichte Begehrlichkeiten auf den Hafen, der beispielsweise mit einer Mole oder einer Brücke für seegehende Schiffe geschlossen werden sollte, zuletzt in den 1930er Jahren.  Der Hafen war noch vor wenigen Jahren für seine dort geduldete Umweltverschmutzung berüchtigt. Außerdem wurde der Hafen immer wieder als Schiffsfriedhof missbraucht. In den Jahren bis 2008 wurden mehr als ein Dutzend Wracks aus dem Hafenbecken entfernt. Die Stadtverwaltung ist inzwischen sehr bemüht, die Sauberkeit und Sicherheit der Cala zu verbessern. Ebenfalls 2008 endete die Einleitung der Abwasserkanäle der Altstadt in das Hafenbecken, weil ein neues Abwassersystem in Betrieb genommen werden konnte. Die hygienischen Verhältnisse änderten sich dadurch schlagartig.
Bis in die Neuzeit wurde der Hafen durch die nördlich gelegene Burg Castello a Mare gesichert. Bis 1922 war die Anlage als Kaserne militärisch genutzt, im Jahr darauf wurde sie zur Umgestaltung der Hafenanlagen teilweise abgerissen. Bombentreffer im Zweiten Weltkrieg beschädigten die Burg weiter. Nach dem Krieg gab es kühne Planungen für die Umgestaltung des ganzen Areals nördlich des Hafenbeckens, so wie auch das Istituto Nautico auf der südlichen Seite zu dieser Zeit (1948–1960) zwischen dem Staatsarchiv und der Porta Felice neu errichtet wurde. Stattdessen wurde dort eine Halle für den Fischmarkt errichtet.

## Ansteuerung
In einschlägigen Handbüchern wird von dem Aufenthalt in La Cala abgeraten, weil dieser Hafen nicht sicher sei, zudem schmutzig und laut und es gäbe Ratten. Die Anfahrt ist sowohl tagsüber als auch nachts unproblematisch, weil keine Untiefen zu beachten seien. Auch sei die Einfahrt mehrfach und gut beleuchtet. Schiffe bis 65 m Lüa sind zugelassen bei einer Wassertiefe von maximal sechseinhalb Metern. Die Höchstgeschwindigkeit beträgt 3 kn.